# Чунаругхат (упазіла)
Чунару́гхат (бенг. চুনারুঘাট, англ. Chunarughat) — одна з 8 упазіл зіли Хабігандж регіону Сілхет Бангладеш, розташована на південному сході зіли.
Населення — 267 054 особи (2008; 233 752 в 1991).

## Адміністративний поділ
До складу упазіли входять 10 вардів:
| Зіла                   | Площа, км² | Населення, осіб (2008) |
| ---------------------- | ---------- | ---------------------- |
| Ахмадабад              | -          | 28256                  |
| Деоргачх               | -          | 34192                  |
| Газіпур                | -          | 32056                  |
| Мірахі                 | -          | 26464                  |
| Паїк-Пара              | -          | 26347                  |
| Ранігаон               | -          | 27522                  |
| Санкхола               | -          | 26588                  |
| Убахата                | -          | 20726                  |
| Чунаругхат             | -          | 24552                  |
| * Чунаругхат-Паурашава | -          | 4562                   |
| Шатьяджурі             | -          | 20351                  |